# Singapore Tennis Open
El Torneig de Singapur, conegut oficialment com a Singapore Tennis Open, és un torneig de tennis professional que es disputa anualment sobre pista dura a l'OCBC Arena de Singapur. Pertany a les sèries 250 del circuit ATP masculí.

## Palmarès

### Individual masculí
| Any         | Campió            | Finalista        | Resultat      |
| ----------- | ----------------- | ---------------- | ------------- |
| 2021        | Alexei Popyrin    | Alexander Bublik | 4−6, 6−0, 6−2 |
| 2020 − 2000 | No celebrat       | No celebrat      | No celebrat   |
| 1999        | Marcelo Ríos (2)  | Mikael Tillström | 6−2, 7−6      |
| 1998        | Marcelo Ríos      | Mark Woodforde   | 6−4, 6−2      |
| 1997        | Magnus Gustafsson | Nicolas Kiefer   | 4−6, 6−3, 6−3 |
| 1996        | Jonathan Stark    | Michael Chang    | 6−4, 6−4      |
| 1995        | No celebrat       | No celebrat      | No celebrat   |
| 1994        | No celebrat       | No celebrat      | No celebrat   |
| 1993        | No celebrat       | No celebrat      | No celebrat   |
| 1992        | Simon Youl        | Paul Haarhuis    | 6−4, 6−1      |
| 1991        | Jan Siemerink     | Gilad Bloom      | 6−4, 6−3      |
| 1990        | Kelly Jones (2)   | Richard Fromberg | 6−4, 2−6, 7−6 |
| 1989        | Kelly Jones       | Amos Mansdorf    | 6−1, 7−5      |

### Dobles masculins
| Any         | Campions                              | Finalistes                         | Resultat      |
| ----------- | ------------------------------------- | ---------------------------------- | ------------- |
| 2021        | Henri Kontinen Édouard Roger-Vasselin | Jonathan Erlich Andrei Vasilevski  | 6−2, 7−5      |
| 2020 − 2000 | No celebrat                           | No celebrat                        | No celebrat   |
| 1999        | Max Mirnyi Eric Taino                 | Todd Woodbridge Mark Woodforde     | 6−3, 6−4      |
| 1998        | Todd Woodbridge Mark Woodforde (3)    | Mahesh Bhupathi Leander Paes       | 6−2, 6−3      |
| 1997        | Mahesh Bhupathi Leander Paes          | Rick Leach Jonathan Stark          | 6−4, 6−4      |
| 1996        | Todd Woodbridge Mark Woodforde        | Martin Damm Andrei Olhovskiy       | 7−6, 7−6      |
| 1995        | No celebrat                           | No celebrat                        | No celebrat   |
| 1994        | No celebrat                           | No celebrat                        | No celebrat   |
| 1993        | No celebrat                           | No celebrat                        | No celebrat   |
| 1992        | Todd Woodbridge Mark Woodforde        | Grant Connell Glenn Michibata      | 6−7, 6−2, 6−4 |
| 1991        | Grant Connell Glenn Michibata         | Stefan Kruger Christo van Rensburg | 6−4, 5−7, 7−6 |
| 1990        | Mark Kratzmann Jason Stoltenberg      | Brad Drewett Todd Woodbridge       | 6−1, 6−0      |
| 1989        | Rick Leach Jim Pugh                   | Paul Chamberlin Paul Wekesa        | 6−3, 6−4      |